# Hans Wolfgang Liepmann
Hans Wolfgang Liepmann (Berlim, 3 de julho de 1914 — 24 de junho de 2009) foi um engenheiro estadunidense nascido na Alemanha.

## Reconhecimentos
- Anel Ludwig Prandtl, 1968
- Prêmio Dinâmica dos Fluidos, 1980
- Prêmio Otto Laporte, 1985
- Medalha Nacional de Ciências, 1986
- Medalha Daniel Guggenheim, 1986

## Livros
- H. W. Liepmann e A. Roshko, Elements of Gas Dynamics, John Wiley & Sons Inc. (1957), Dover Publications (2002)